# И тогда я сказал — нет…
«…И тогда я сказал — нет…» — советский фильм-драма 1973 года режиссёра Павла Арсенова по повести Рустама Ибрагимбекова «Забытый август».

## Сюжет
Конец лета 1945 года, послевоенный неназванный тыловой город, натурой для которого послужил район Генуэзской крепости и Карантинного холма в Феодосии со старой застройкой. Местные подростки — выросшие в одном дворе четырнадцати—пятнадцатилетние мальчишки, безотцовщина, ежедневно собираются на пустыре. Хорошие, добрые, умные ребята становятся пособниками зла — в своих жестоких играх подчиняясь самому сильному, имеющему при себе оружие. По «традиции» новенького на пустыре топят в пожарном водоёме, точнее, он сам туда должен залезть, признавая власть приблатнённой шпаны — пахана «Аркана» и его кодлы.

Пахан действует по старому, не им придуманному методу стремится внушить своим «подчинённым» страх перед собственной персоной. Трусливый страх перед главарем побуждает членов созданного им «отряда» и воровать, и издеваться над слабыми.— журнал «Новый мир», 1972
Но однажды на пустыре появляется новенький — вернувшийся с фронта «сын полка», улыбающийся и спокойный мальчишка в военной форме…
Костя, много переживший и многому научившийся в дни суровых военных лет, помогает ребятам преодолеть ложное представление о стыдe и товариществе. Уголовники нападают на ребят и наносят пулевое ранение Косте в грудь. Костя, как после боя, попадает в военный госпиталь.

Герой картины, восставший против жестокого, преступного и безжалостного «атамана», терроризирующего слабых и слабодушных и привлекающего трусливых и корыстных, по — взрослому сказал «нет» всему потом тёмному и грязному, что таится на задворках нашего светлого, человечного и радостного мира.— В. Бутько — Кристал души // Журнал «Москва», 1975

Этот момент нравственного самосознания юного героя стал кульминацией фильма. Рискуя жизнью, в одиночку, подросток выступил против общей покорности злу.— журнал «Детская литература», 1989

## В ролях
- Рифат Мусин — Элик
- Нато Шенгелая — Неля
- Николай Лебедев — Юра
- Владимир Лидухин — Равилька, друг Элика
- Сергей Соболев — Аркадий Резчиков, «Аркан»
- Владимир Давыдов — «Хорёк», помощник «Аркана»
- Павел Волчков — «Качан»
- Геннадий Воробьёв — Костя Рудаков, сын полка
- Александр Осипов — Лёня Кравцов
- Серёжа Курносов — сын завмага
- Мария Лифшиц — подруга Нели
- Валентина Телегина — тётя Паша
- Ариадна Шенгелая — Тамара, мама Элика
- Нина Магер — Татьяна, мама Лёни
- Галина Фролова — мать Нели
- Николай Смирнов — Василий, управдом
- Анатолий Кокорин — следователь

Закадровый текст читает Армен Джигарханян.

## Литературная основа
Фильм снят по повести «Забытый август» Рустама Ибрагимбекова, которая впервые была напечатала в 1972 году в журнале «Юность» и получила высокую оценку критики:

## Критика
В своё время фильм, высоко отмеченный критиками, прошёл вторым экраном и по неясным причинам оказался просто забытым:

Фильм «И тогда я сказал „нет“» предтеча будущих острых, смелых, честных фильмов. Но был ли достойный отклик у критики? Фильму была организована премьера на Новом Арбате в кинотеатре «Октябрь». Перед началом сеанса выступали киноведы и педагоги. Был истинный праздник. А потом? Критики не взяли его на вооружение, как урок благородства и духовной силы молодёжи. Только кинематографические издания дали рецензии. С фильмом работали энтузиасты. Они сделали много, но это было в тех масштабах, которые не достаточны звучанию талантливого фильма. Сегодня настало время, требующее его нового показа.— Необыкновенные годы: страницы истории детского кино / Кира Константиновна Парамонова. — М.: Серебряные Нити, 2005. — 254 с. — стр. 73
То, что фильм хотя и детский, и действие происходит после войны, но — военный, отмечалось многократно:

В кинодраме «И тогда я сказал нет» война осталась за кадром и присутствует в фильме опосредованно. Война — в беспризорном детстве, в измученных лицах матерей, в похоронках и бесконечной радости возвращения фронтовиков, в мальчике сироте, в ладно сидящей на нём гимнастерке, в скупой нежности к нему бойцов.— Вопросы современного киноискусства: сборник научных трудов/ ВНИИ киноискусства, 1980. — 200 с. — стр. 133
Именно «военность» фильма в сочетании с «детскостью», а также автобиографичность его для его авторов, позволили снять реалистичное и жёсткое кино:

Фильм этот рассчитан на подростков, и герои его подросткового возраста. Нравственная бескомпромиссность и подлинная доброта, заключённые в этом произведении, переданы с большой художественной убедительностью, без отступления от истины ещё полудетских, только ещё формирующихся во взрослые переживания душевных движений.— В. Бутько — Кристал души // Журнал «Москва», 1975

Темперамент и искренность авторов фильма, использование для сурового разговора о нравственном начале человека такого социального фона, как война, сделали фильм «И тогда я сказал „нет“», ярким произведением. Тема войны обостряла ситуации, требовала чётких позиций и честного объяснения первопричин зла. П. Арсенов сумел выразить тончайшие нюансы чувств героев, трудную борьбу с самим собой. В каждом кадре он буквально кричал, как трудно четырнадцатилетнему Элику, хилому подростку военных лет, восстать против сильного врага. Трудно, но он победил. А чтобы было понятно, насколько это было ему трудно, режиссёр не смягчал красок зла и жестокости и ошибок самого героя. Только при этом условии и стала так ощутима красота его нравственной победы.— Необыкновенные годы: страницы истории детского кино / Кира Константиновна Парамонова. — М.: Серебряные Нити, 2005. — 254 с. — стр. 73